# Cérvola de Cabdet
La Cérvola de Cabdet és una escultura en pedra procedent de l'art iber del segle v aC.

## Origen
Es va trobar dins del terme municipal de la vila de Cabdet encara que actualment es troba al Museu Provincial d'Albacete (inventari 4289). D'aquesta mateixa població d'Albacete també és la Dama de Cabdet.

## Simbolisme
La Cérvola de Cabdet representa a l'animal que li dona nom semi-assegut sobre els seus genolls i el seu estat de conservació és bastant acceptable. Té el cap alçat i el conjunt està tractat mitjançant un volum en forma de paral·lelepípede. Els ulls són rodons i estan marcats amb una simple incisió. El coll és llis i el cos no posseeix detalls anatòmics.
Es creu que va tenir un ús funerari, igual que moltes altres restes trobades a la mateixa zona com a bases de columnes o diverses parts d'animals.

## Característiques tècniques
Tallat en pedra calcària blanquinosa. No es van trobar les potes posteriors i el musell, a més les orelles estan trencades.
Altura 77 cm; longitud 74 cm; grossor 25 cm.